# Caryodendron orinocense
Caryodendron orinocense är en törelväxtart som beskrevs 1858 av den tyske botanikern Gustav Karl Wilhelm Hermann Karsten. Arten ingår i släktet Caryodendron och familjen törelväxter. Inga underarter finns listade i Catalogue of Life.

## Bildgalleri

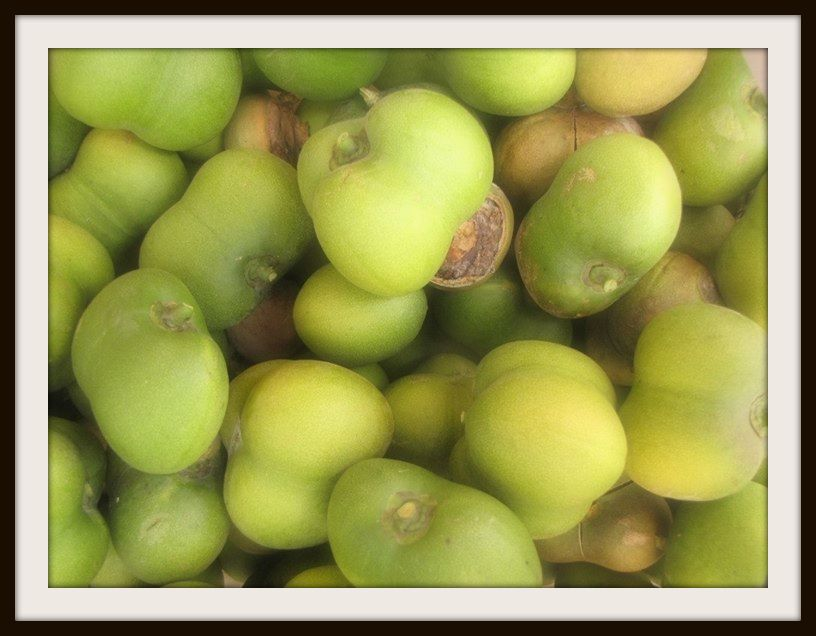